# 2018年冬季残疾人奥林匹克运动会日本代表团
2018年冬季残疾人奥林匹克运动会日本代表团是日本派出的2018年冬季残疾人奥林匹克运动会代表团。获得3枚金牌、4枚银牌和3枚铜牌。